# Dublet (sporty motorowe)
Dublet – termin w sportach motorowych, oznaczający zajęcie w wyścigu pierwszego i drugiego miejsca przez kierowców tego samego zespołu.
W żużlu mianem zdobycia dubletu określa się sytuację, w której jako pierwsi linię mety przekraczają zawodnicy jednej drużyny (zwykle klubowej, ale w rywalizacji międzynarodowej także narodowej). Sytuacja taka w meczu ligowym oznacza wygraną w biegu w rozmiarze 5:1 (zwycięzca zdobywa 3 punkty, zawodnik na 2. pozycji – 2, na 3. – 1 punkt, a ostatni 0 pkt.). Osiągnięcie takiego rezultatu w końcówce zawodów (czyli jeszcze przed ostatnim wyścigiem) przesądza zwykle o wyniku meczu, to jest wygranej lub porażce jednej z rywalizujących drużyn.
Określenie stosuje się także w Formule 1 (zwycięski team zdobywa 43 punkty) czy wyścigach motocyklowych.